# 팔로스테투스과
팔로스테투스과(Phallostethidae)는 색줄멸목에 속하는 조기어류과의 하나이다. 동남아시아의 민물 그리고 민물과 바닷물이 섞이는 기수(汽水) 서식지에서 발견되는 물고기이다. 몸길이 3.5cm 이하의 작고 투명한 물고기이다. 태국부터 필리핀과 술라웨시섬까지 지역에서 발견된다.

## 하위 속
2개 아과에 2개 속으로 이루어져 있다.
- 팔로스테투스아과 (Phallostethinae) Regan, 1916
  - Neostethus
  - 팔로스테투스속 (Phallostethus)
  - Phenacostethus
- Gulaphallinae Aurich, 1937
  - Gulaphallus